# تميم اللخمي اليماني
أبو حرب تميم اللخمي، ويلقب المبرقع. وهو أحد الثوار على الخلافة العباسية. في فلسطين، ويعود أصله إلى أهل اليمانية، عرف بتقواه، تدينه السليم، ووقوفه ضد الظلم في سنة 227 هـ، قاد ثورة عارمة شملت رقعة واسعة من أرض فلسطين، كانت أسبابها غير المباشرة تعود إلى إهمال العباسيين للمنطقة، وتحم الجند بأهل البلاد، وميل أهل البلاد وأكثرهم من اليمانية للأمويين أما السبب المباشر، فيعود إلى أن جنديا أراد النزول في دار تميم حين غيابه وزوجته فيها، فمنعته من ذلك فضربها بسوط كان معه، فاتقته بذراعها، فأصابها واثر ففي ذراعها، فما رجع أبو حرب إلى داره شكلت غليه ما فعل بها الجندي، أرته الأثر الذي بذراعها، فأخذ أبو حرب سيفه، ومشى إلى الجندي وضربه بسيفه، ومشى إلى الجندي وضربه بسيفه حتى قتله، واعتصم في جبال الغور حيث أعلن ثورته على الخلافة العباسية ووضع على وجهه برقعاً فعرف (بالمبرقع).
اجتمع حوله الفلاحون وأعلنوا تأييدهم لثورته، فدعاهم إلى اتباع أوامر الشريعة الإسلامية، والأمر بالمعروف والنهي عن المنكر، وحينما اتسعت ثورته أعلن أنه يريد إعادة الخلافة الأموية، فأطلق عليه السكان لقب (السفياني المنتظر) واعتقد بدعوته ابن بيهس أمير دمشق، وحينما وصلت أنباء الثورة إلى الخليفة المعتصم الذي كان يعاني من المرض، أقلقه ذلك، خاصة أن الثورة تهدف إلى القضاء على الخلافة العباسية، وإعادة الخلافة الأموية، فبعث بقائده رجاء بن أيوب الحضاري على رأس قوة كبيرة فقاتل ابن بيهس وأصحابه بدمشق، وقتل منهم نحوا من خمسة آلاف، وأخذ بان بيهس أسيراً، لكنه لم يجرؤ على مهاجمة المبرقع لعلمه بكثرة عدد الثائرين الذي قدروا بمائة آلف ثائر، أنتظر رجاء موسم الزراعة حينما يذهب الفلاحون لزراعة أراضيهم(وهم عماد ثورة المبرقع ورجالها). فجمع قواته وهاجم المبرقع عند مدينة الرملة، فاشتبك الفريقان في عدة معارك أظهر خلالها المبرقع ورجاله شجاعة فائقة، وصموداً رائعاً، إلا أن الإمدادات التي أرسلت إلى جمد الخليفة، وقلة ما بأيد الثوار من المؤن والسلاح، حسم المعركة لصالح العباسيين، فوقع المبرقع أسيراً بعد أن قتل أكثر أصحابه، في سنة 228هـ.